# The Hunger Games: Catching Fire (soundtrack)
The Hunger Games: Catching Fire, Original Motion Picture Soundtrack is de officiële soundtrack van de film The Hunger Games: Catching Fire en werd uitgebracht op 15 november 2013 door Republic Records.
Het album bevat popmuziek waarvan een aantal nummers ook op single werden uitgebracht. Het nummer "Atlas" van Coldplay werd al in september 2013 uitgebracht op single. De originele filmmuziek uit de film werd gecomponeerd door James Newton Howard, maar deze muziek is niet meegenomen in de tracklist. Op 25 november 2013 bracht Republic Records nog een soundtrackalbum uit onder de naam The Hunger Games: Original Motion Picture Score met alleen de originele filmmuziek van Howard.

## The Hunger Games: Catching Fire, Original Motion Picture Soundtrack

### Nummers
| Nr. | Titel                             | Artiest(en)                      | Duur |
| --- | --------------------------------- | -------------------------------- | ---- |
| 1   | Atlas                             | Coldplay                         | 3:56 |
| 2   | Silhouettes                       | Of Monsters and Men              | 4:31 |
| 3   | Elastic Heart                     | Sia featuring The Weeknd & Diplo | 4:17 |
| 4   | Lean                              | The National                     | 4:31 |
| 5   | We Remain                         | Christina Aguilera               | 4:00 |
| 6   | Devil May Cry                     | The Weeknd                       | 5:23 |
| 7   | Who We Are                        | Imagine Dragons                  | 4:09 |
| 8   | Everybody Wants to Rule the World | Lorde                            | 2:35 |
| 9   | Gale Song                         | The Lumineers                    | 3:05 |
| 10  | Mirror                            | Ellie Goulding                   | 4:21 |
| 11  | Capitol Letter                    | Patti Smith                      | 3:33 |
| 12  | Shooting Arrows at the Sky        | Santigold                        | 3:37 |

Deluxe edition
| 13 | Place for Us  | Mikky Ekko              | 3:31 |
| 14 | Lights        | Phantogram              | 3:45 |
| 15 | Angel on Fire | Antony and the Johnsons | 3:47 |

### Hitnoteringen
| Hitlijsten                       | Hoogste positie |
| -------------------------------- | --------------- |
| Australische ARIA Charts         | 37              |
| Vlaamse Ultratop 200 Albums      | 88              |
| Waalse Ultratop 200 Albums       | 96              |
| Canadian Albums Chart            | 9               |
| Duitse Top 100 Album Chart       | 71              |
| Official New Zealand Music Chart | 14              |
| Productores de Música de España  | 96              |
| Sverigetopplistan                | 12              |
| Schweizer Hitparade              | 66              |
| UK Compilation Chart             | 24              |
| US Billboard 200                 | 5               |

## The Hunger Games: Catching Fire, Original Motion Picture Score
Dit is de tweede soundtrackalbum over de film. De tracklist op dit album bestaat alleen uit de originele filmmuziek van James Newton Howard. In de muziek zong het koor London Voices.

### Nummers
| Nr. | Titel                       | Duur |
| --- | --------------------------- | ---- |
| 1   | Katniss                     | 1:42 |
| 2   | I Had to Do That            | 2:22 |
| 3   | We Hava Visitors            | 3:01 |
| 4   | Just Friends                | 1:29 |
| 5   | Mockingjay Graffiti         | 1:44 |
| 6   | The Tour                    | 5:56 |
| 7   | Daffodil Waltz              | 0:26 |
| 8   | Waltz in A (Op. 39, No. 15) | 0:43 |
| 9   | Fireworks                   | 3:05 |
| 10  | Horn of Plenty              | 0:36 |
| 11  | Paecekeepers                | 5:55 |
| 12  | Prim                        | 2:08 |
| 13  | A Quarter Quell             | 2:06 |
| 14  | Katniss Is Chosen           | 3:18 |
| 15  | Introducing the Tributes    | 1:29 |
| 16  | There's Always a Flaw       | 1:48 |
| 17  | Bow and Arrow               | 1:07 |
| 18  | We're a Team                | 1:52 |
| 19  | Let's Start                 | 2:02 |
| 20  | The Games Begin             | 4:43 |
| 21  | Peeta's Heart Stops         | 2:10 |
| 22  | Treetops                    | 1:22 |
| 23  | The Fog                     | 4:58 |
| 24  | Monkey Mutts                | 4:44 |
| 25  | Jabberjays                  | 1:33 |
| 26  | I Need You                  | 3:57 |
| 27  | Broken Wire                 | 3:53 |
| 28  | Arena Crumbles              | 1:43 |
| 29  | Good Morning Sweetheart     | 3:07 |